# 에리크 토레스 파디야
에리크 에스테파노 토레스 파디야(Erick Estéfano Torres Padilla, 1993년 1월 19일 ~ )는 현재 라스베이거스 라이츠에서 활약하고 있는 멕시코의 축구 선수이다. 그의 별명은 쿠보 (Cubo)이다.